# Nerophis
Genre
Nerophis est un genre de poissons marins appartenant à la famille des Syngnathidae.

## Liste d'espèces
Selon FishBase (30 janv. 2016) et World Register of Marine Species (17 décembre 2023) :
- Nerophis lumbriciformis (Jenyns, 1835) - nérophis lombriciforme
- Nerophis maculatus (Rafinesque, 1810)
- Nerophis ophidion (Linnaeus, 1758) - nérophis ophidion

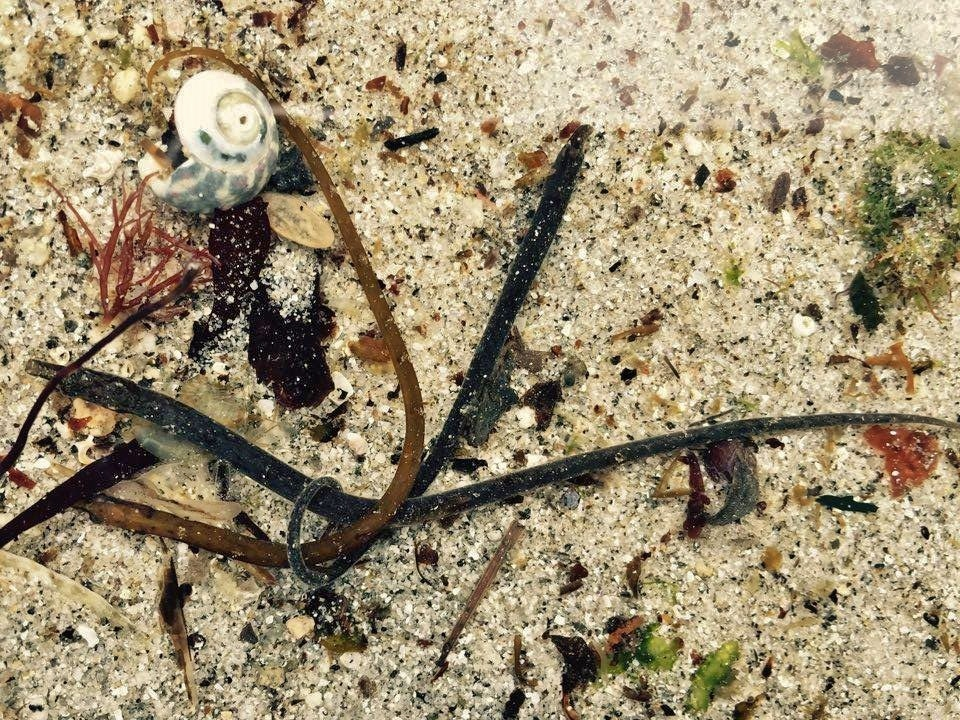
Nerophis lumbriciformis
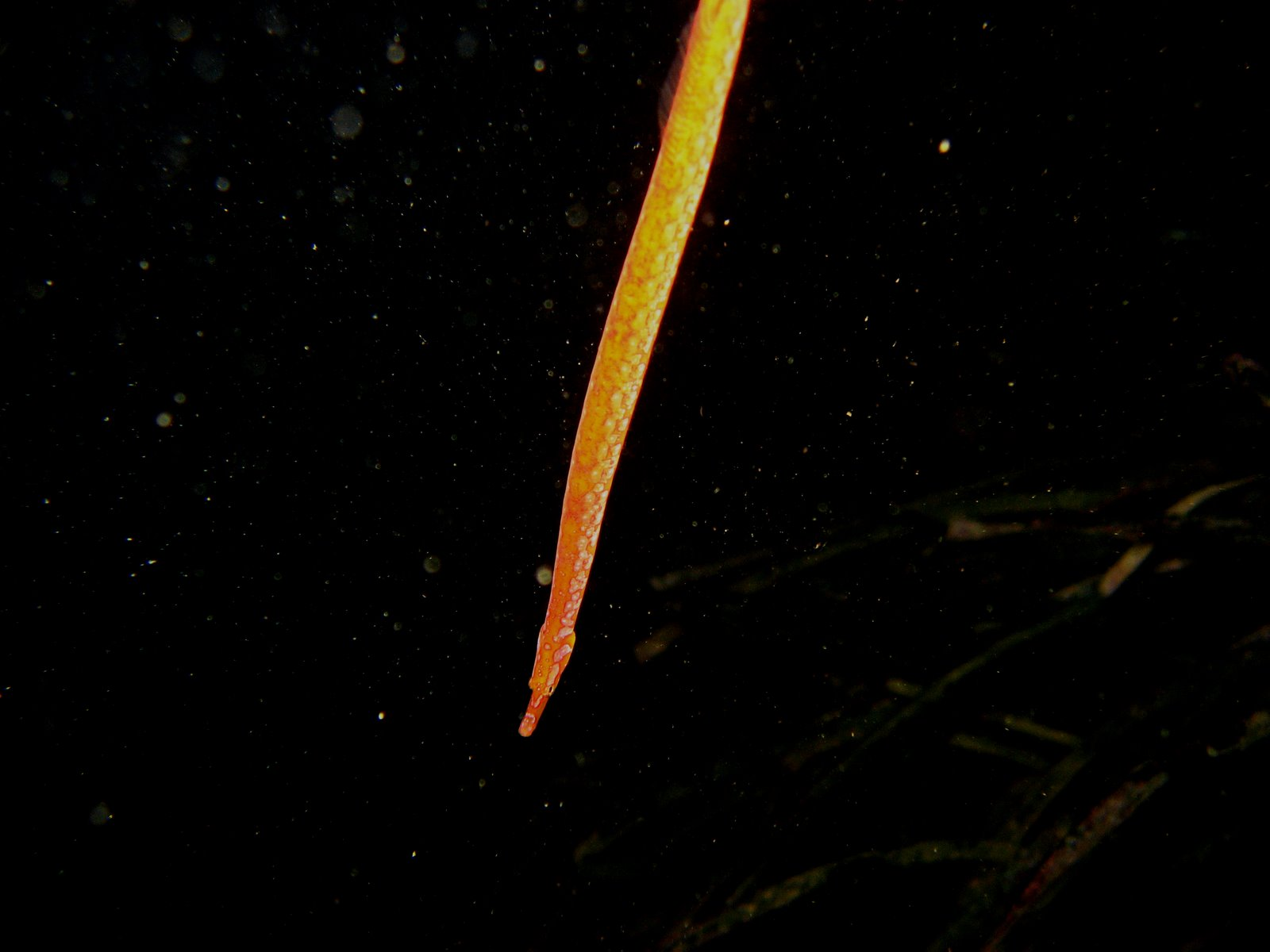
Nerophis maculatus
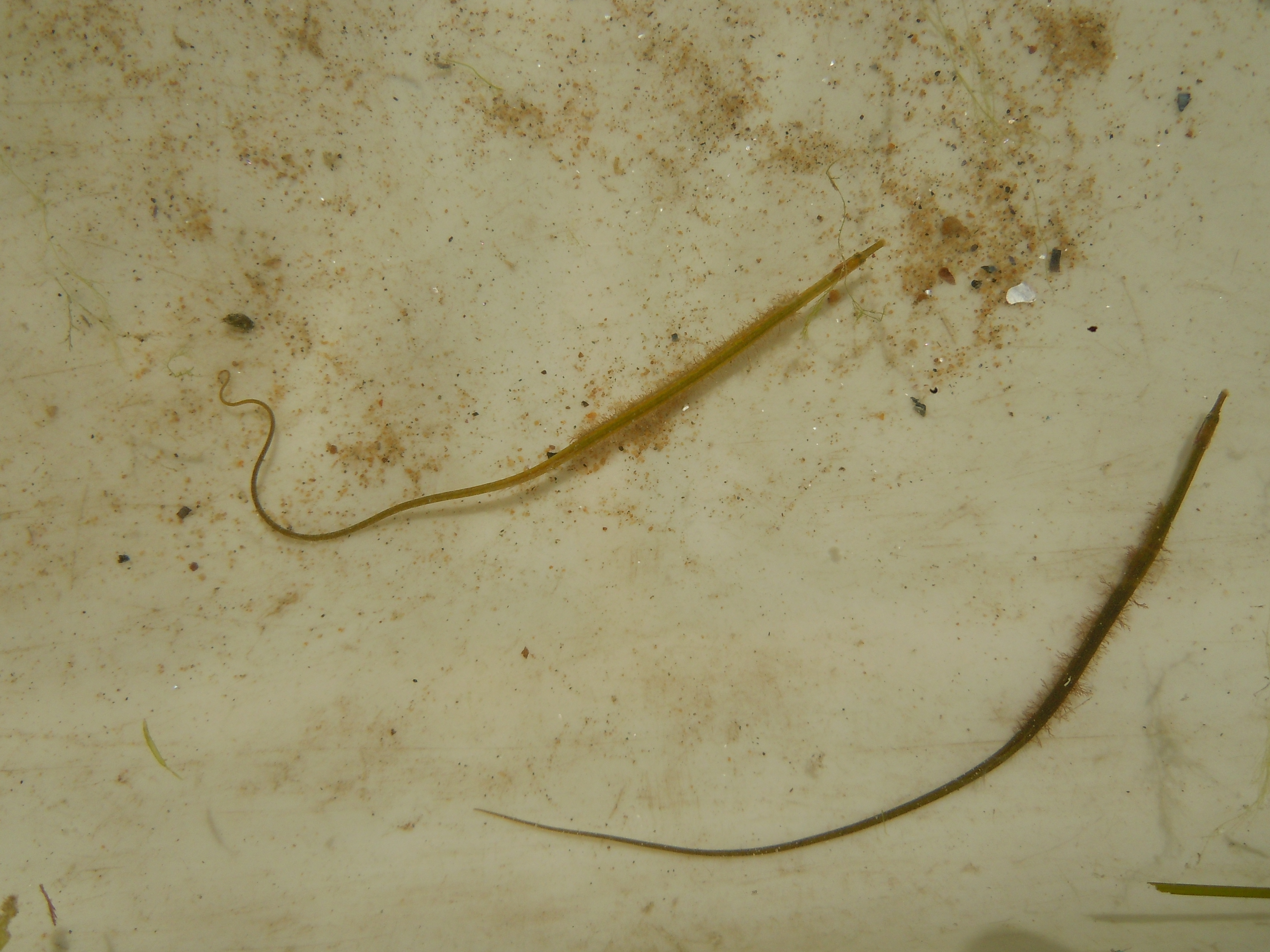
Nerophis ophidion